# Nostalgia canaglia/Caro amore
Nostalgia canaglia/Caro amore è un singolo discografico inciso nel 1987 da Al Bano e Romina Power e pubblicato su etichetta WEA Italiana. Il singolo è "estratto" dall'album Sempre sempre.
Il brano del Lato A, Nostalgia canaglia, fu presentato al Festival di Sanremo 1987, dove giunse terzo. Nello stesso anno raggiunse il quarto posto nella classifica italiana dei 45 giri più venduti.

## Tracce
7"
1. Nostalgia canaglia (Vito Pallavicini - Willy Molco - Albano Carrisi - Romina Power - Vito Mercurio) 3:25
2. Caro amore (Carrisi-Pallavicini-Molco) 4:07

## Nostalgia canaglia
Nostalgia canaglia è stata scritta da Vito Pallavicini, Willy Molco, Albano Carrisi, Romina Power - Vito Mercurio .

### Storia
Con Nostalgia canaglia, Al Bano e Romina Power fecero il proprio ritorno al Festival di Sanremo dopo un'assenza di tre anni (la precedente partecipazione li aveva visti trionfare all'edizione del 1984 con il brano Ci sarà).
Al Festival di Sanremo 1987 il brano fu presentato per la prima volta nel corso della prima serata, che si svolse mercoledì 4 febbraio. Fu il tredicesimo brano della "Categoria campioni" ad essere eseguito e fu inserito in scaletta tra Aria e musica di Christian e Tanti auguri di Marcella Bella.
Lo stesso ordine in scaletta, ma inverso, fu rispettato nella seconda serata: si esibirono dunque per dodicesimi.
L'esibizione di Romina Power, in evidente stato di gravidanza, subì le critiche degli addetti ai lavori. A questo genere di critiche replicò Loredana Bertè, che l'anno precedente si era presentata con una pancia finta.
Nella serata finale di sabato 7 febbraio, il brano fu invece eseguito per diciannovesimo tra le esecuzioni di Bella età di Scialpi e di Si può dare di più di Gianni Morandi, Enrico Ruggeri e Umberto Tozzi. In quell'occasione, Al Bano e Romina Power si esibirono immediatamente dopo l'annuncio dato dal conduttore Pippo Baudo della morte di Claudio Villa.
Al termine delle votazioni, avvenute tramite le schedine del Totip, il brano risultò terzo con 4.415.396 voti (pari al 14,15% dei voti totali), dietro ai brani Si può dare di più di Morandi-Ruggeri-Tozzi e a Figli di Toto Cutugno, rispettivamente primo (con 5.575.402 voti) e secondo (con 5.299.304), e davanti a Io amo di Fausto Leali, quarto con 2.390.316 voti.

### Testo
(Nostalgia canaglia (1987))
Il testo parla del sentimento di nostalgia che può assalire in qualsiasi momento l'essere umano (nostalgia per un amico, un luogo, ecc.) e che fa venire un "nodo in gola". Si confronta l'animo umano con l'airone, che - a differenza dell'uomo - vola sempre libero e senza pensieri; il cuore umano viene invece definito "di paglia" (nel ritornello la parola paglia fa rima con canaglia) e facile all'"incendio".
Per questo motivo, anche una bella avventura, come un viaggio, ecc., alla fine risulta essere bella solo "a metà".

## Caro amore
Il brano del Lato B, Caro amore, è un brano scritto da Albano Carrisi, Pallavicini e Molco.